# 20061 Bilitza
20061 Bilitza è un asteroide della fascia principale. Scoperto nel 1993, presenta un'orbita caratterizzata da un semiasse maggiore pari a 2,170561 UA e da un'eccentricità di 0,200625, inclinata di 1,802577° rispetto all'eclittica.